# Boys Over Flowers (serial de televiziune)
Boys Over Flowers este un film serial sud-coreean din anul 2009 produs de postul KBS2.

## Distribuție
- Ku Hye-sun - Geum Jan-di
- Lee Min-ho - Gu Jun-pyo
- Kim Hyun-joong - Yoon Ji-hu
- Kim Bum - So Yi-jung
- Kim Joon - Song Woo-bin
- Kim So-eun - Chu Ga-eul